# 신모범군
신모범군 또는 신형군(新型軍, New Model Army)은 1645년 제1차 잉글랜드 내전 당시 의회 지지세력인 원두당이 결성한 상비군이다. 1660년 스튜어트 왕정복고 이후 해산되었다. 1639년에서 1653년 사이 삼왕국 전쟁에 투입된 다른 군대들이 주둔지에 따른 위수지역 내에서만 활동하였던 것과 달리 신형군은 전국 어디에서나 전투를 치렀다. 군대 정치적 중립을 위해 신형군의 장교는 의원이 될 수 없었다.
신형군은 청교도 신념이 깊은 장교로 조직해 청교도 신자를 중심으로 사병을 징집하였기 때문에 구성원 대부분이 비국교도로서 정치적으로 급진적 성향을 보였다. 신형군 고위 장교들은 이러한 급진성을 지지하지 않았지만, 내전에서 왕당파와 싸워 1649년 영국 사상 유일한 공화국인 잉글랜드 연방을 수립하는 데 결정적인 역할을 하였다.

## 설립

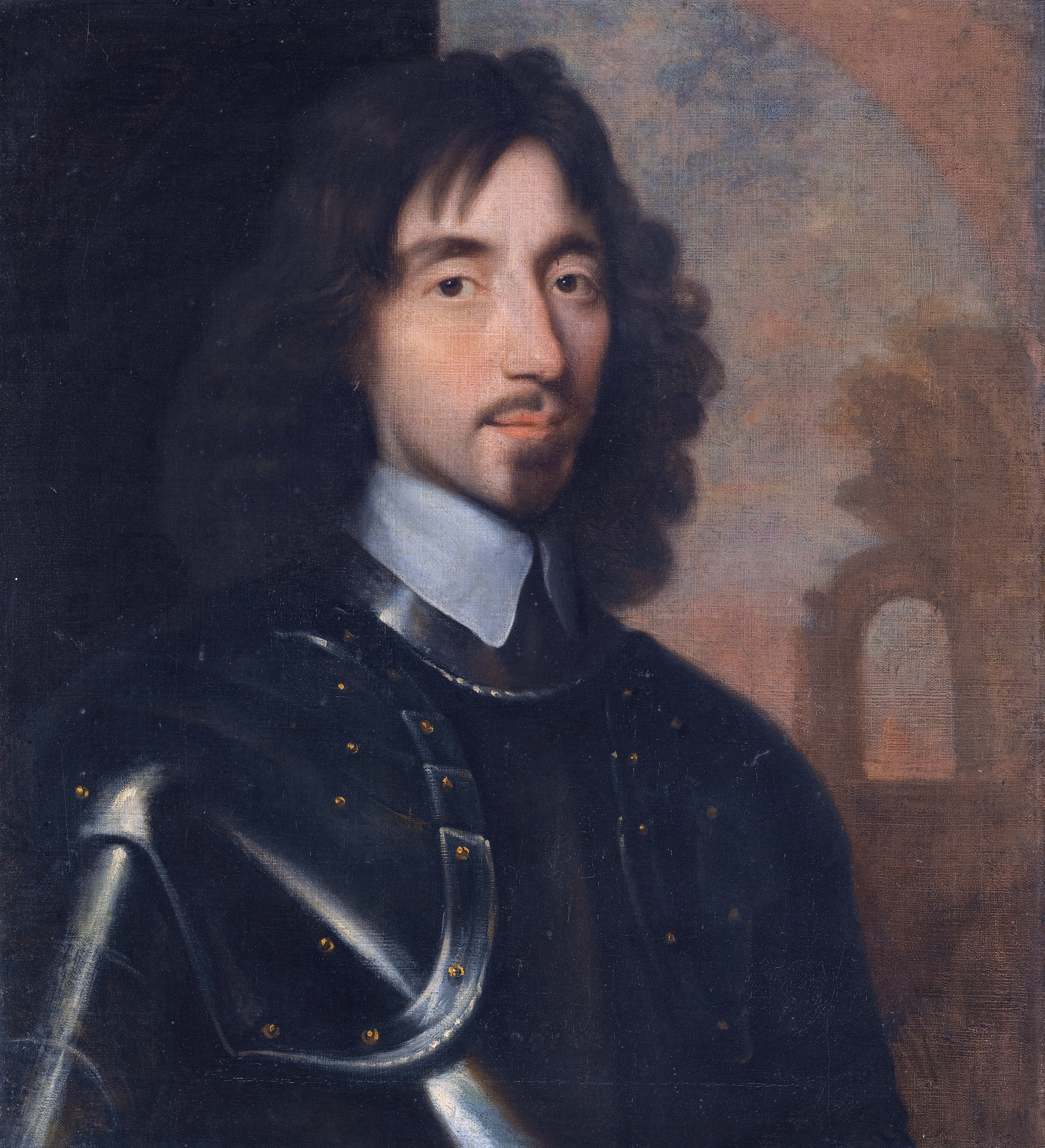
1645년 4월 신형군 사령관으로 임명된 토마스 페어팩스

잉글랜드 내전이 시작된 1642년 당시 왕당파인 기사당과 의회파인 원두당의 군대는 모두 지역 기반의 비상비군인 트레인드 밴즈를 기반으로 하고 있었다. 트레인드 밴즈는 1572년 시작된 제도로 카운티 별로 민병대를 조직하여 모병하고 국왕이 임명한 장교가 이들을 훈련시키는 방식이었다. 대원은 평소 다른 일에 종사하다가 일정기간 훈련에 소집되었다. 이들은 잉글랜드에서 항시적으로 편재된 유일한 군대였지만 1638년 2월의 소집 명부를 보면 지역마다 부대의 규모, 장비, 훈련 내용이 차이가 크다는 점을 알 수 있다. 런던의 트레인드 밴즈가 소집 대상 8천 명의 규모에 훈련도 잘 된 편이었고, 내전 동안 런던 트레인드 밴즈의 규모는 2만여 명으로 늘었다. :5-61642년 8월에 내전이 시작되었을 때 의회파는 런던과 같은 도시의 대규모 트레인드 밴즈를 통제하고 있었던 반면 슈롭셔나 글러모건과 같은 왕당파 카운티의 병력 규모는 5백 명 미만에 불과하였다.
트레인드 밴즈의 약점은 양측 모두 병사들이 "고향" 밖에서 복무하는 것을 꺼린 점이었다. 1644년 11월 19일 의회파 동부 협회는 더 이상 병력을 유지 할 수 없다고 발표하였고 이 문제를 해결하기 위해 의회파는 중앙집중식 직업군인을 창립하기로 하였다. 1645년 2월 17일 신형군 조례가 제정되고 토머스 페어팩스가 사령관에 임명되었고 필립 스킵폰이 보병 소장으로 임명되었다.:111:227
신형군의 설립은 의회파 군대 내부에서 특정 고위 장교에 대한 불만이 커진 것과도 연관이 있었다. 1644년 7월 토마스 페어팩스와 올리버 크롬웰 휘하의 의회군이 요크셔의 마스턴 무어 전투에서 승리하며 북잉글랜드의 통제권을 확보하였지만 이후 9월 로스트위틸 전투에서는 에식스 백작 로버트 드버로가 왕당파에게 패배하고 10월에는 맨체스터 백작 에드워드 몬태규가 제2차 뉴버리 전투에서 패하여 전세는 다시 불리하게 돌아섰기 때문이다. 전투에 패배한 두 백작에 대한 비난이 급증하자 의회파는 군대를 재편할 필요를 느꼈다.:212
1644년 12월 의회의 군사위원회 위원장이었던 헨리 베인은 사임 압박 속에 스스로를 해임하는 자기부인조례를 제정할 수 밖에 없었다. 상원에 소속되어 있던 맨체스터 백작과 에식스 백작은 자동으로 해임되었다.:398–399 상원은 이 조례를 보류하였지만 결국 1645년 4월 3일 발효되었다. 크롬웰이 케임브리지 선거구에서 하원의원이 되자 그가 지니고 있던 철기대의 지휘권은 네덜란드 출신으로 귀향을 원하고 있던 전직 동부 협회 소속 장교인 바르톨로메프 베르뮈덴 대령에게 넘겨졌다. 페어팩스는 크롬웰에게 자신을 베르뮈덴을 대신하여 기병대 중장으로 임명해  자기부인조례의 예외가 되도록 요청하였다. 이로서 페어팩스는 3개월 단위로 연장되는 임시 지휘권을 받았다.:319
의회파의 다른 세력은 시드넘 포인츠가 이끄는 북부 연합과 에드워드 머시가 이끄는 서부 연합으로 통합되었다.

### 설립 및 성격

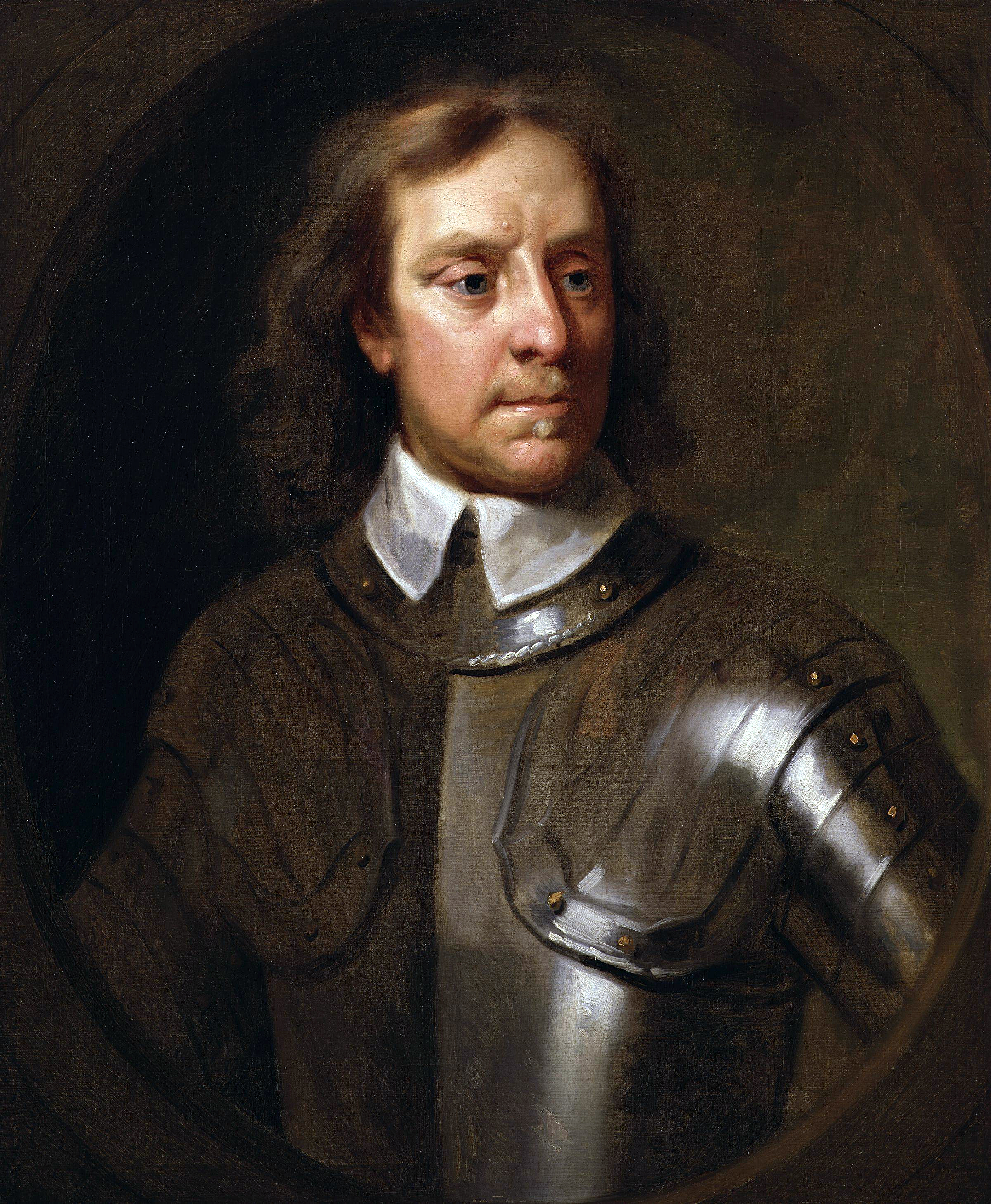
철기대 사령관 당시의 올리버 크롬웰

의회는 기존 세 방면의 군대에서 차출한 2만2천 명 규모의 신형군 편성을 승인하였다. 편성된 대원의 대부분은 에식스 백작 월러의 남부 연합과 맨체스터 백작 휘하의 동부 연합 출신이었다.:109–110 신형군의 구성은 6백명을 단위로 하는 11개 연대의 기병 6,600 명, 1,200 명을 단위로 하여 12개 연대로 구성된 보병 14,400 명, 그리고 용기병 1천 명이었다. 용기병은 애초에 각 기병 연대에 중대 단위로 나뉘어 배속되었으나 3월 1일 페어팩스는 용기병을 한데 모아 별도로 지휘할 필요성을 주장하여 존 오키 대령이 지휘하는 독립 부대가 되었다.:206-207신형군의 기병은 전력을 충분히 갖추었으나 보병은 그렇지 못하여 1645년 5월 까지도 기량이 기준에 미치지 못하는 병사가 4천명 가량 되었다.:207
신형군은 기존에 비해 연대의 수는 더 적게 하면서 각 연대의 병사 수는 더 많게 배치하여 장교와 부사관의 부담을 줄였다. 새로 편성된 신형군은 필요한 장교 정원인 2백 명보다 두 배가 많은 장교가 있었고 페어팩스는 잉여 인원을 해고하거나 더 낮은 계급으로 재입대 하도록 설득하였다.:111 에식스 백작과 맨체스터 백작이 편성 인원의 30%에 달하는 인력에 대해 문제를 제기하였지만 이들의 변경 요구 사항 가운데 승인된 것은 5개 항목 뿐이었다.:64-65 이에 더해 페어팩스는 제2 기병 연대의 대령이었던 존 미들턴을 포함한 스코틀랜드 출신 장교 다수의 임명을 거부하였다.:64
표준적인 급여는 보병이 하루에 8 페니, 기병의 경우 하루 2 실링이었다. 다만 기병은 자신이 탈 말을 스스로 준비하여야 하였다. 입대한 신병은 로버트 램이 쓴 《의회군 병사 교리》 (Soldier's catechism for the Parliament Army)에 따른 종교적 열망을 교육받았다.:15 1645년 6월 9일 퇴역 장교 새뮤얼 루크는 신형군이 "내가 본 평범한 병사들과 달리 신체와 말, 무장 모두 가장 뛰어나다"고 썼다. 그러나 그는 훗날 많은 병사들이 술에 취해있고 장교들도 신병과 다를바 없다고 불평하였다.:208-209
신형군이 청교도 급진파의 온상이었는 지에 대해서는 논란이 있다. 현재로는 급진파로 평가되는 토머스 호튼이나 토머스 프라이드는 당시에는 보다 중도적 입장으로 분류되었고 사령관인 페어팩스 역시 장로교 온건파로 종교적 균형을 위해 노력하였다. 다만, 페어팩스는 에식스 백작이나 맨체스터 백작과 같이 군사적으로 무능한 지휘관을 축출하려 하였다.:113-115  의도가 무엇이언 건 간에 페어팩스는 결국 자신이 원하는 방향으로 신형군을 정비하는데 성공하였다.:52-54

### 이름
신형군이란 명칭이 잉글랜드 내전 당시 의회파가 신설한 군대를 가리키는 고유 명사가 된 것은 19세기 이후의 일이다. 옥스퍼드 영어 사전은 1845년 스코틀랜드 역사가 토머스 칼라일의 저작에서 신형군이라는 용어를 이런 의미로 처음 사용했다고 밝히고 있다. 실제 신형군이 설립될 당시에는 그저 "군대"라고 불렸으며 기존의 징집 민병대와 구분하기 위해 "새로운 형태의 군대"라는 일반적인 의미로 불렸을 뿐이다.

## 복장, 장비 및 전술

### 기병

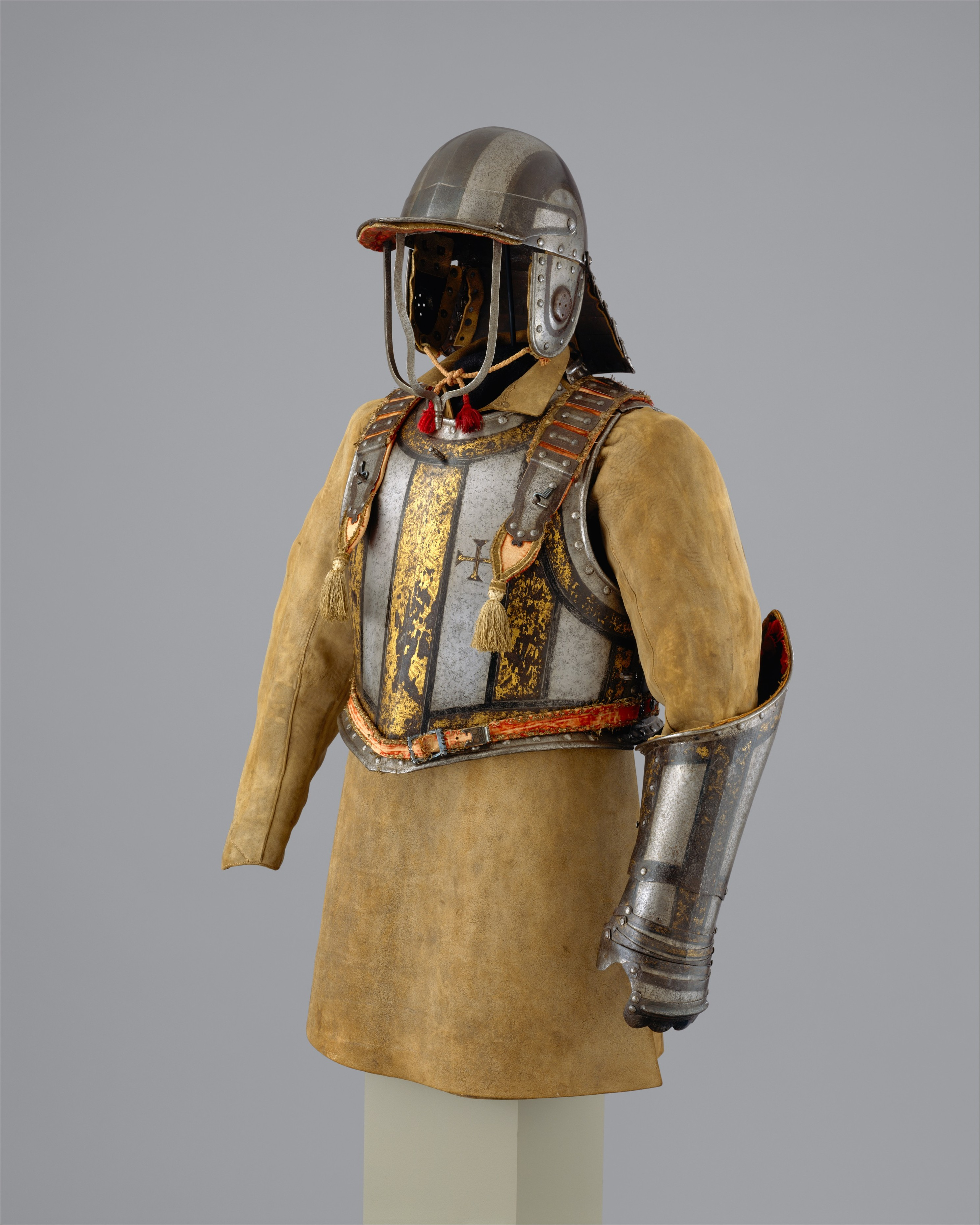
17세기 후반에 제작된 조총기병의 무장

신형군의 정예 부대는 기병 연대이었다. 신형군의 기병은 조총기병이라 불린 형태로 무장하였는데 칼에 베이는 것을 어느 정도 보호해 주는 무두질한 담황색 가죽 코트인 버프코트 위로 가슴 앞 뒤를 보호하는 흉갑을 입고 투구로는 가재꼬리 팟헬멧을 착용하였다.:33
기병 연대는 6개의 중대로 구성되어 있었고 중대 하나에 배속된 인원은 100 명으로 전투원 외에도 드럼 연주자, 수의사, 부사관 등 전문가가 배속되어 있었다. 기병 한 명이 대열에서 차지하는 면적은 한 변 길이 2 피트 (61 cm)인 정사각형으로 간주되었고 전장에서 연대는 3개 중대로 구성된 대대 둘로 나뉘어 배치되었고 대령 급의 연대장과 중령급 부관이 나누어 지휘하였다.:44-46
신형군 기병은 돌파후 도주하는 적을 쫒지 말고 대열을 재정비 하는 교전 수칙을 따랐고 왕당파의 기병보다 규율이 엄정하였다. 반면에 왕당파의 기병은 적의 진영이 무너지면 전리품을 챙기기 위해 약탈하느라 진영이 무너지는 경우가 흔했다.:239

### 용기병
신형군에는 한 부대에 100 명이 정인 12 중대 규모의 용기병 연대가 있었다. 존 오키 대령이 지휘하는 용기병은 보병에서 선발된 기병으로 총사 와 같은 장비를 착용하였으나 말에 타는 동안 다리를 보호하기 위해 튼튼한 천으로 만든 각반을 입었다. 용기병은 스넵펀스 방식의 수발총으로 무장하였다.:92
전장에서 용기병의 주요 역할은 적진의 총사를 소탕하는 것이었다. 네이즈비 전투와 같이 적 기병대를 추격하는데도 동원되었다.
1650년 오키의 용기병대는 일반 기병 연대로 전환되었다. 이후 던바 전투와 같이:300 필요에 따라 용기병 중대를 모집한 경우도 추후에 일반 기병에 배속시켰다.

### 보병
보병 연대는 10개 중대로 구성되었으며 이 가운데 7 개 중대는 머스킷을 든 총사와 파이크를 든 장창병을 100 명 단위로 혼성 편재하였다. 이들 중대의 지휘관은 대위였다. 나머지 3개는 대령급 연대장 직할의 200 명 규모의 중대와 부관인 중령과 소령이 지휘하는 160 명, 140 명 규모의 중대였다.:128
신형군 보병 연대에게는 붉은 외투가 지급되었다. 당시 군수품은 최저가 경쟁 입찰로 구매하였는데, 염료 가운데 베네치아 레드가 가장 저렴하였기 때문에 원가 절감 차원에서 도입된 것이다.  외투의 소매에 부대 표시 등을 넣었다. 이렇게 도입된 붉은 외투는 이후 잉글랜드군의 상징이 되었다.:128  경우에 따라 "청색" 연대나 "백색" 연대와 같은 언급이 있는 것으로 보아 당시 붉은 외투는 신형군 전체를 대표하는 것으로 자리잡지는 않은 상태였다. 그리고 연대는 보통 색상보다는 지휘관의 이름으로 불렸다. 중대의 깃발은 지휘관의 계급에 따라 대령의 경우 단색, 중령은 단색기 모퉁이에 성 조지 십자가, 소령은 성 조지 십자가에 불꽃 무늬를 두어 구분하였다.:80
신형군의 보병 편재는 장창병 1 명당 총사 2 명이었지만:70 실제 전투에서는 장창병과 총사가 동일한 수로 투입된 것으로 기록되어 있다.:76-77
장창병은 투구인 모리온을 쓰고, 도검을 방비하기 위한 버프 코트 위로 흉갑과 등받이를 착용하였고, 종종 허벅지 위를 보호하기 위한 장갑인 테세트도 착용하였다. 장창병의 무기는 16 피트 길이의 파이크와 검이었다. 무거운 무기와 장갑을 두른 장창병은 이동 속도가 느렸고 부대의 이동 속도는 이들을 기준으로 설정되었다.  조금이라도 무게를 줄이기 위해 종종 테세트를 버리라는 명령이 내려졌다. 병사들도 무게를 줄이기 위해 장창의 뒤쪽을 1-2 피트 잘라내 버리기 일수였는데 이는 규정 위반이었기 때문에 적발될 경우 징계를 받았다. 지휘관들은 완전 군장을 갖춘 행군 훈련으로 부대원이 무게에 익숙해 지도록 하고자 하였다. 삼왕국 전쟁 후반에 들어 크롬웰이 아일랜드를 침공하였을 신형군은 비정규전을 겪으며 일시적으로 장창을 포기하기도 하였다.:78  화약 무기가 본격적으로 도입되기 시작한 근세 전쟁에서 장창병의 역할은 기병으로부터 총사를 보호하는 것이었다. 당시 화승총은 재장전과 발사에 많은 시간이 걸렸기 때문이다. 장창병은 매우 긴 파이크를 들고 임시적인 바리케이트를 구성하여 기병의 돌격을 저지하였다. 또한 두 진영이 근접전을 벌이게 되면 서로 파이크를 맞대고 격돌하는 장창 밀기 전투가 벌여졌다.:47

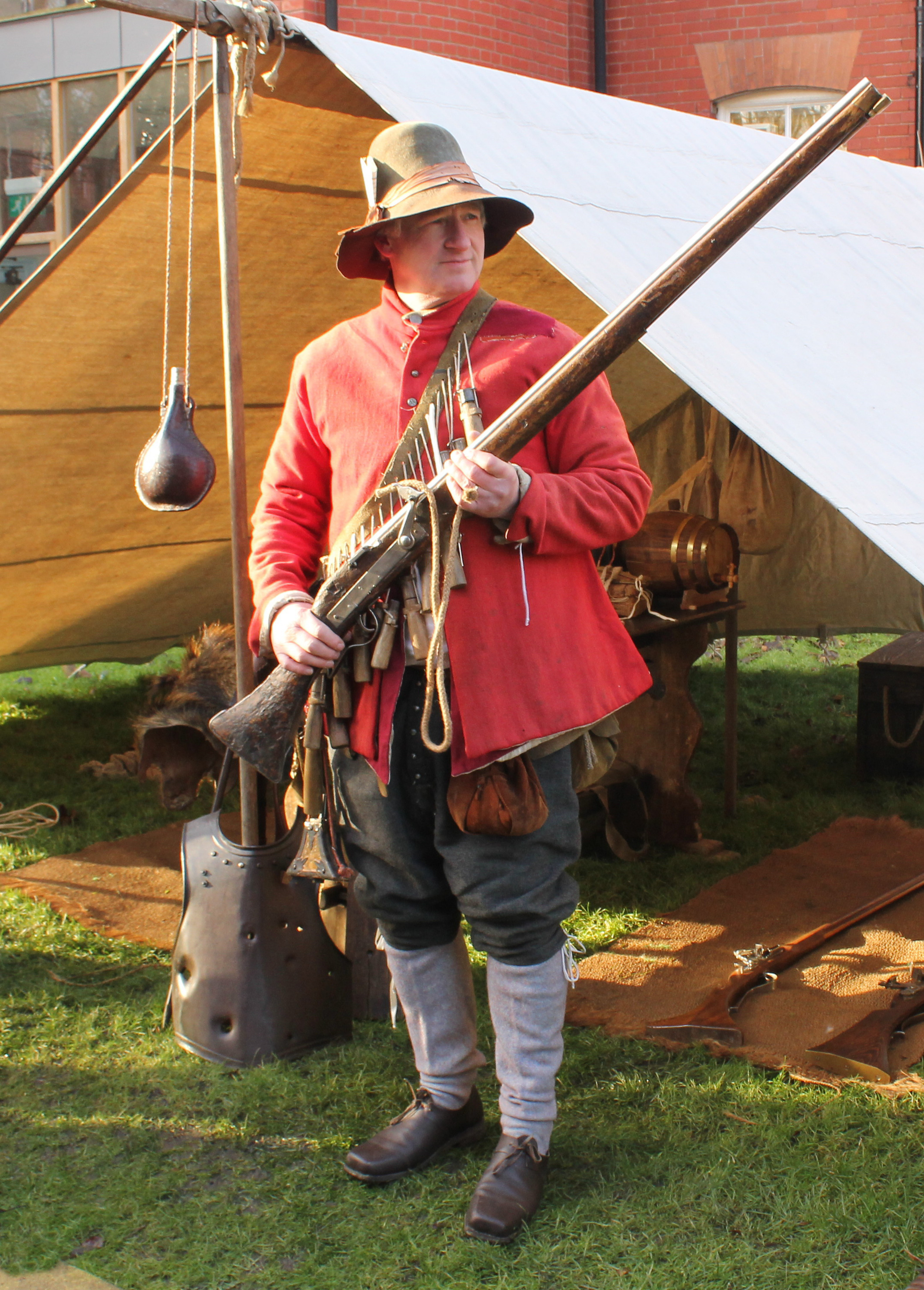
잉글랜드 총사를 고증한 코스프레

최소한 잉글랜드 내전 기간 동안 총사들은 갑옷을 입지 않았지만:91 투구도 쓰지 않았는 지는 확실치 않다. 화약과 총알은 미리 준비한 나무 통에 담았고, 탄띠에 12개의 나무통을 매달고 다녔다. 이 때문에 화약통은 종종 "12사도"라고 불렸다.:294  총사는 점화용 질 좋은 화약 1 파운드와 현장에서 탄환을 만들기 위한 납 2 파운드, 일반 흑색 화약 2 파운드를 지니고 다니도록 되어 있었고 실제로는 그 보다 많은 3 파운드의 납을 지니고 다녔다.:81 총사는 보통 6열 대형으로 배치되어 앞열이 사격 후 맨 뒤로 물러나 재장전 하면 그 다음 열이 최일선이 되어 사격하고 뒤로 물러나는 것을 반복하였다. 뒤로 물러난 총사는 다시 최일선에 배치 되는 사이 재장전을 마쳐야 하였다. 머스킷은 재장전에 많은 시간이 걸렸기 때문에 근접전이 벌어지면 다시 장전할 시간이 나지 않았고 총사는 머스킷을 몽둥이처럼 휘두르며 근접전을 벌여야 하였다. 총사에게도 도검이 지급되긴 하였지만 그다지 품질이 좋지 않아 보통은 불쏘시개를 자를 때나 쓰일 뿐이었고 망가지기 일쑤였다.:70

신형군에는 적어도 두 중대의 파이어록 수발총 부대가 있었으며 이들은 붉은 외투 대신 "황갈색 외투"를 입었다.:88 수발총대의 초기 지휘관은 존 데스보로이었다.:231

### 포병

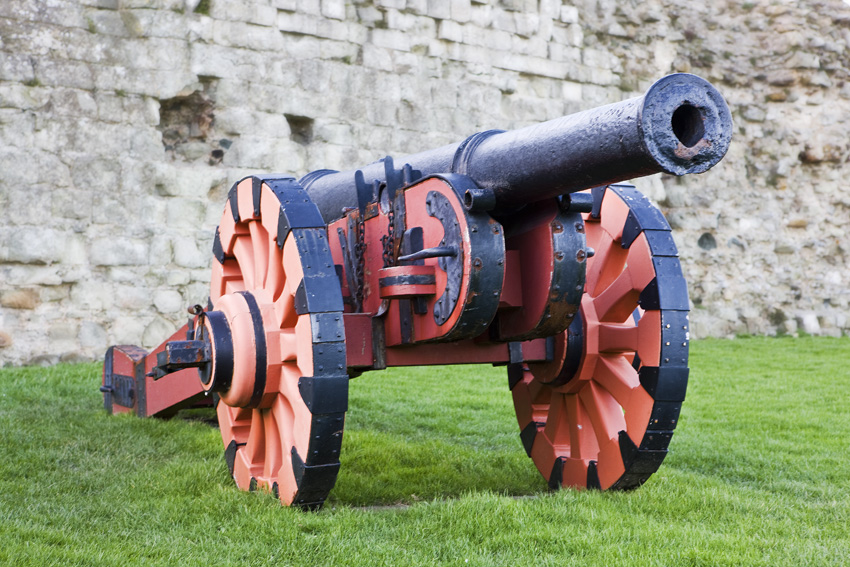
잉글랜드 내전 기에 사용된 전형적인 대포

신형군은 기병, 보병과 함께 포병을 별도로 편성하였다. 포병 사령관은 보병 연대의 로버트 해먼드 대령과 형제였던 토머스 해먼드 중장이었다.:231

포병은 공성전에서 가장 효과적으로 사용되었으며 요새의 방벽을 폭파하여 보병의 공격로를 만드는 것이 주요 임무였다. 크롬웰을 비롯한 의회군의 지휘관들은 내전 이전에 공성전을 위한 훈련을 받지 않았기 때문에 요새화된 마을의 방벽을 대포로 파괴한 뒤 복구할 시간을 주지 않고 돌격하여 점령하는 전술을 주로 사용하였다. 이러한 전술은 드로더 공방전에서 성공적인 요새 점령을 이끌어내었지만, 클론멜과 같이 포격에 대비된 요새를 공격할 때에는 오히려 큰 희생을 치르는 이유가 되었다.:151-158

### 보급
초기에는 텐트를 사용하지 않고 전장 인근의 건물에 주둔하였는데 마땅한 집이 없으면 헛간을 쓰기도 하였다. 그러나 전역이 스코틀랜드나 아일랜드와 같은 인구밀도가 낮은 지역으로 확대되자 텐트를 보급하기 시작하였다. 신형군의 텐트는 하나 당 6 명이 사용할 수 있었다.:248 스코틀랜드 전역에서는 비스킷과 치즈가 식량으로 지급되었고 한 번에 지급한 배급량은 7일 분량이었다.:222-223

## 내전승리와 그 이후
신형군이 전장에 투입된 것은 1645년 4월 말에서 5월 초 무렵이었다. 당시 전장은 서머싯주 톤턴에서 공방전이 소강상태에 빠진 사이 옥스퍼드 공방전이 시작되었고 신형군은 톤턴 수비 강화를 위해 기병 1개 연대와 보병 4개 중대를 파견하였다. 왕당파가 레스터를 점령하자 의회파는 페어팩스에게 옥스퍼드를 떠나 북쪽으로 진군하라고 명령하였다. 6월 14일 신형군은 네이즈비 전투에서 국왕 찰스 1세의 규모는 작지만 정예였던 부대와 싸워 승리하였고 웨스트컨트리로 진군하여 7월 10일 랭포드의 왕당파 부대를 격파하였다. 이후 신형군은 잉글랜드의 서부와 남부를 돌며 전투를 지속하여 왕당파 장악 지역을 축소시켰다. 1646년 초 마지막 왕당파 요새가 항복한 직후 찰스 1세가 항복하며 제1차 잉글랜드 내전이 종료되었다.:393

### 인민협정
제1차 잉글랜드 내전의 승리 이후 신형군은 몇 가지 이유 때문에 장기의회에 불만을 품었다. 우선 급여가 정기적으로 지급되지 않은 채 몇 주 동안 채불되었다. 승리가 확실해지자 의회는 임금 채불 문제를 해결하지 않은 상태에서 군대를 해산하거나 아일랜드로 원정을 보내려 하였다. 그리고 의회가 내전 기간 있었던 군인의 범죄 행위에 대한 사면을 거부한 것도 불만의 원인이었다. 당시 기병은 말을 개인적으로 확보해야 하였고 전투 중 말을 잃으면 훔쳐서라도 채워넣을 수 밖에 없었는데 의회가 이를 절도로 간주하여 교수형을 내리자 기병들이 동요하여 배상을 요구하였다. 그에 더해 종교적 문제가 있었다. 대부분 청교도였던 신형군의 병사들은 의회가 승리 이후 대대적인 개혁 대신 국왕을 복위시키고 국교를 고수하길 원한다는 것을 알고 있었다.
신형군은 각 연대별 2 명의 대표를 선출하였다. 각 연대의 장교 2 명과 장군으로 구성된 대표는 "선동가"로 불렸으며 1647년 6월 4일 뉴마켓에서 군사평의회를 조직하고 사령관 페어팩스의 이름으로 의회에 요구사항을 담은 결의문을 전달하였다.

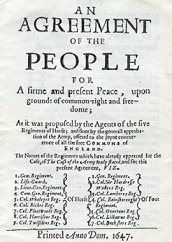
《인민협정》

신형군은  수평파에 동조하여 거의 모든 남성을 대상으로 하는 보편적인 참정권, 선거구 개혁, 2년의 임기를 가진 인민이 선출한 의회에 의한 국가 권력, 종교적 자유 보장, 고리대금에 의한 투옥 금지 등의 내용이 담긴 혁명적인 헌법인 《인민협정》을 제안하였다.
채불된 임금이 지불되지 않은 채 의회가 국왕과 타협하려 한다는 우려가 증대되자 신형군은 런던을 향해 몇 달에 걸쳐 천천히 진군하였다. 신형군은 10월 말과 11월 초 사이 푸트니 토론을 열고 《인민협정》과 《건의요목》을 놓고 토론하였다.:132

### 제2차 잉글랜드 내전
신형군은 의회와 갈등을 겪고 있었지만 지휘체계는 온전히 남아있었기 때문에 1648년 7월 제2차 잉글랜드 내전이 일어나자 다시 전장에 투입될 수 있었다. 신형군은 서리와 켄트, 웨일즈에서  왕당파를 제압한 후 8월 프레스턴 전투에서 스코틀랜드군을 격파했다.
스코틀랜드군 격파 후 신형군의 다수를 차지하는 급진주의자들은 이제 국왕을 "피를 뒤집어 쓴 찰스 스튜어트"로 부르며 처형을 주장하였다. 한편 고위 귀족들의 다수 역시 찰스 1세가 의회파의 요구를 수락하기 보다 또 다시 군대를 모으고 대립할 것이라는 점을 인식하고 있었고 결국 이유는 다를 지라도 국왕을 처형하자는 급진파의 주장을 받아들이기로 하였다. 장기의회가 125 대 58로 군부의 항의를 거부하자 고위 귀족들은 의회를 재구성하기로 결심하고 쿠데타를 일으겼다. 1648년 토머스 프라이드에 의해 실행된 프라이드의 숙청으로 잉글랜드 하원은 독립파와 고위귀족에 의해 장악되었다. 이로서 크게 규모가 줄어든 채 개원한 잔부의회는 1649년 1월 30일 59명의 의원의 서명으로 찰스 1세의 참수를 결의하였다.:280
1649년 한해 동안 신형군은 세번의 항명을 일으켰다. 첫 번째는 존 휴슨 대령 휘하의 보병 3백 여명이 포함된 항명 사건으로 수평파의 요구가 실현되기 전에는 아일랜드 파병을 거부하겠다고 선언하였다. 신형군의 군인들은 종종 항명을 일으켜왔는데 1647년에도 수평파 병사들이 페어팩스 사령관에 대한 충성서약을 거부한 코크부시필드 항명사건이 있었고 이 번의 항명도 당시와 같이 급여 지급을 중단하는 처벌이 내려졌다.:105
런던의 비숍스게이트에 배속되었던 에드워드 웰리 대령의 연대 소속 병사들 또한 휴슨 연대의 병사와 유사한 요구를 하며 항명하였고 이들은 런던 밖으로 이동하라는 명령을 받게 되었다.:105
두 차례의 항명 이후 2주가 채 안되어 채불된 급여와 정치적 요구를 들고 여러 연대가 연루된 더 큰 항명이 일어났다. 여러 차례의 요구에 채불 급여 문제는 해결되었지만 수평파의 요구는 받아들여지지 않았기 때문에 이를 요구하는 400명의 군인이 윌리엄 톰슨 대위의 지휘아래 밴버리 항명군을 결성하여 정치적 요구를 계속하였다. 이들은 솔즈베리에 주둔한 신형군과 합류하기 위해 이동하던 5월 13일 크롬웰의 진압군에게 야간 습격을 받고 퇴패하였다. 톰슨 대위는 탈출하였으나 얼마 지나지 않아 진압군과 전투에서 사망하였고 나머지는 사로잡혀 5월 17일 버퍼드의 교회에서 총살형을 당했다.:83

### 아일랜드 전역
1649년 8월 15일 신형군은 아일랜드에 상륙하여 크롬웰의 아일랜드 정복을 시작하였다. 아일랜드는 크롬웰의 공격을 여러차례 막아내고 있었다. 1650년 3월 킬케니에서 아일랜드군은 의회파 군대를 능숙하게 막아내었으나 수적 열세로 항복을 강요당했다.:206 이후 얼마 지나지 않아 벌어진 얼스터 공격에서도 신형군 약 2천 명이 사망하였고 그 해 말까지 이어진 샤를몬트 공방전에서도 이러한 피비린내 나는 전투가 계속되었다.:236
아일랜드인들은 "추격자"로 부르던 유격대를 구성하여 신형군을 괴롭혔다.:49-50
1649년에서 1653년까지 아일랜드 침공에 동원된 의회군은 약 4만3천 명 가량이었고 아일랜드 개신교도 9천여 명이 여기에 합세하였다.:206
신형군은 드로더 공방전과 같은 요새 습격 작전에서 두각을 나타내었지만 글론멜과 같이 잘 방어된 지역의 공격에서는 막대한 피해를 입었다.:151-158

### 스코틀랜드 전역
1650년 아일랜드 전역의 전투가 계속되는 사이 에서의 캠페인이 계속되는 동안 잉글랜드 내전의 확전인 잉글랜드-스코틀랜드 전쟁이 함께 치러졌고 신형군의 일부는 1차 내전 당시 동맹이었으나 이제는 찰스 2세의 편에 선 언약도와 싸우기 위해 스코틀랜드에 파견되었다. 이들은 수적 열세에도 스코틀랜드군에게서 승리를 거두었고 우스터의 회전에서 왕당파를 완파하여 내전을 종결지었다.:24

## 공위시대
내전 종결 이후에도 잉글랜드에서는 다양한 왕당파 봉기가 지속되었고 신형군은 이들을 진압하는데 투입되었다. 호국경 정치가 이어진 잉글랜드의 공위시대 동안 가장 큰 반란은 1655년의 봉인된 매듭 사건이었다.:398-399
공위시대 기간 중에 잉글랜드-스페인 전쟁이 있었다. 1654년 스페인에 선전포고한 잉글랜드 연방은 카리브해의 스페인 식민지인 히스파니올라섬 정복을 위해 신형군을 파견하였다. 그러나 신형군은 비교적 수비가 허술하였던 자메이카 지역을 점령하였을 뿐 정복에 실패하였고 열대성 질병에 시달리며 많은 사상자를 내었다. 반면 당시 스페인의 통치를 받고 있던 플란데런 전역에서는 보다 성과를 낼 수 있었다. 1658년 튀렌 자작 도베르뉴의 군대와 합류한 윌리엄 록허트의 신형군은 붉은 외투를 입고 됭케르크 전투에 나서 50미터 높이의 사구를 결사적으로 방위하는 모습을 보이며 동맹국인 프랑스 뿐만 아니라 적국인 스페인군을 놀라게 하였다.
크롬웰이 사망하자 신형군은 공위시대와 함께 서서히 저물어갔다. 1659년에는 서로 다른 장군 휘하의 신형군이 서로 파벌을 형성하고 전쟁을 벌일 위기로 치달았다. 스코틀랜드에 주둔한 몽크 장군 휘하의 신형군이 왕정복고 이전에 수도의 안전을 강화한다며 런던으로 진군하였다.  1661년 청교도의 일부였던 제5왕국파가 토머스 베너의 지휘아래 반란을 일으키자 몽크는 신형군 보병과 기병으로 이들을 진압하였고 이후 신형군은 해산 명령을 받았다. 몽크의 신형군 보병 연대는 왕정복고 후 찰스 2세의 콜드스트림 근위대에 통합되었다.:319
신형군의 퇴역 장교와 병사 가운데 일부는 포르투갈 독립 전쟁에 참전하였다. 1662년 8월 3천명의 잉글랜드 여단이 포르투갈에 상륙하였고:112-125  1663년 6월 8일 이스트레모스에서 스페인군을 격파하여 포르투갈의 독립에 기여하였다.

## 같이 보기
- 로버트 블레이크
- 영국군의 역사

## 참고문헌
- Atkinson, Charles Francis (1911). 〈Fronde, The〉.   Chisholm, Hugh. 《브리태니커 백과사전》 11 11판. 케임브리지 대학교 출판부. 248쪽.
- Bagwell, Richard (1909). 《Ireland under the Stuarts and under the Interregnum》 2. London: Longmans, Green, and Co.
- Barnett, Correlli. Britain and her army, 1509–1970: a military, political and social survey (Lane, Allen, 1970), pp. 79–110.
- Chisholm, Hugh, 편집. (1911). 〈Great Rebellion〉. 《브리태니커 백과사전》 11판. 케임브리지 대학교 출판부.
- Cotton, ANB (1975). “Cromwell and the Self-Denying Ordinance”. 《History》 62 (205): 211–231. doi:10.1111/j.1468-229X.1977.tb02337.x. JSTOR 24411238.
- Ede-Borrett, Stephen (2009). “Some Notes on the Raising and Origins of Colonel John Okey's Regiment of Dragoons, March to June, 1645”. 《Journal of the Society for Army Historical Research》 87 (351): 206–213. JSTOR 44231688.
- Fairfax, Thomas; General Council of the New Model Army (1647). “Solemn Engagement of the Army. 1647 (annotated)”. 2012년 3월 9일에 원본 문서에서 보존된 문서.
- Falls, Cyril (1969) [1964]. 《Great Military Battles》. London: Spring Books. ISBN 9780600016526.
- Firth, C. H. (1898). 〈Royalist and Cromwellian Armies in Flanders, 1657–1662〉. 《Transactions of the Royal Historical Society》. 67–119쪽.
- Firth, C. H. (1972) [1902]. 《Cromwell's Army: A history of the English soldier during the civil wars, the Commonwealth and the Protectorate》 1판. London: Methuen & Co Ltd.
- Fraser, Sarah (2012). 《The Last Highlander: Scotland's Most Notorious Clan Chief, Rebel & Double Agent》. HarperCollins UK. ISBN 9780007302642.
- Hardacre, Paul (1960). “The English Contingent in Portugal, 1662–1668”. 《Journal of the Society for Army Historical Research》 38 (155): 112–125. JSTOR 44228921.
- Hibbert, Christopher (1968). 《Charles I》. London: Weidenfeld & Nicolson.
- HMSO (1802). 《Journal of the House of Commons: Volume 4, 1644–1646》. HMSO.
- Hutton, Ronald (2003). 《The Royalist War Effort 1642–1646》. Routledge. ISBN 978-0-415-30540-2.
- Joyce, Patrick Weston (1883). 《The Origin and History of Irish Names of Places》. ISBN 9781377939018. OCLC 1129714288. OL 19372548M.
- LaFontaine, Bruce (1998). 《History of the Sword》. Dover Publications. ISBN 978-0486401393.
- Lipscombe, Nick (2020). 《The English Civil War: An Atlas and Concise History of the Wars of the Three Kingdoms 1639–51》. Bloomsbury USA. ISBN 978-1472829726.
- Manganiello, Stephen C. (2004). 《The Concise Encyclopedia of the Revolutions and Wars of England, Scotland, and Ireland, 1639-1660》. Scarecrow Press. ISBN 978-0810851009.
- Money, Walter (1884). 《The first and second battles of Newbury and the siege of Donnington Castle during the Civil War, 1643-6》. Simpkin, Marshall.
- O'Siochru, Michael (2008). 《God's Executioner – Oliver Cromwell and the Conquest of Ireland》. London: Faber & Faber.
- Ram, Robert (1644). 《The Souldiers Catechism: Composed for the Parliaments Army, Consisting of Two Parts Wherein are Chiefly Taught: 1. the Justification, 2. the Qualifications of Our Souldiers. Written for the Incouragement and Instruction of All that Have Taken Up Armes in this Cause of God and His People, Especially the Common Souldiers》. J. Wright. OL 1678135M.
- Riley, Jonathon P. (2014). 《The Last Ironsides: The English Expedition to Portugal, 1662-1668》. Helion. ISBN 978-1-909982-20-8. OL 28109076M.
- Roberts, Keith (2005). 《Cromwell's War Machine》. Pen and Sword Military. ISBN 1-84415-094-1.
- Roberts, Stephen K (2017). 《Surnames beginning 'V' in The Cromwell Association Online Directory of Parliamentarian Army Officers》. British History Online.
- Rogers, Colonel H.C.B. (1968). 《Battles and Generals of the Civil Wars》. Seeley Service & Company.
- Royle, Trevor (2004). 《Civil War: The Wars of the Three Kingdoms 1638–1660》. Abacus. ISBN 978-0-349-11564-1.
- Simpson, John (2013년 5월 3일). “The Oxford English Dictionary and its chief word detective”. 《BBC News Magazine》. BBC.
- Smith, D. (1994). 《Constitutional Royalism and the search for settlement, c.1640-1649》. Cambridge University Press. ISBN 978-0511522819.
- Temple, Robert KG (1986). “The Original Officer List of the New Model Army”. 《Historical Research》 59 (139): 50–77. doi:10.1111/j.1468-2281.1986.tb01179.x.
- Tucker, Spencer C. (2009). 《A Global Chronology of Conflict: From the Ancient World to the Modern Middle East》 illurat판. ABC-CLIO. 634쪽. ISBN 978-1-85109-672-5. OL 24032712M.
- Wallace, David C. (2013). 《Twenty-Two Turbulent Years 1639-1661》. Upfront Publishing. ISBN 978-1780356600.
- Wanklyn, Malcolm (2014). “Choosing Officers for the New Model Army, February to April 1645”. 《Journal of the Society for Army Historical Research》 92 (370): 109–125. JSTOR 44232556.
- Wedgwood, C.V. (1958). 《The King's War, 1641–1647》 1983판. Penguin Classics. ISBN 978-0-14-006991-4.
- Wheeler, James Scott (1999). 《Cromwell in Ireland》. St. Martin's Press. ISBN 978-0-312-22550-6.
- Young, Peter; Holmes, Richard (2000). 《The English Civil War:A Military History of the Three Civil Wars, 1642–1651》. Ware, Hertfordshire: Wordsworth Editions. ISBN 1-84022-222-0.